# 영암사
영암사(靈岩寺)는 대한민국 충청북도 영동군 심천면 심천리에 있다. 1996년 4월 15일 영동군의 향토유적 제24호로 지정되었다.

## 개요
영암사는 오보연화(吳寶蓮華) 보살의 이적을 기념하기 위하여 1971년에 건립한 절로서 절 입구에 그 이적을 기리는 비석이 서 있으며, 또한 석불이 있다. 불당과 요사채등 2동의 건물이 있으며, 1988년 5월 28일 전통사찰 제42호로 등록되어 오늘에 이르고 있다.

## 참고 문헌
- 영암사[깨진 링크(과거 내용 찾기)] - 영동군 향토유적